# Louis-Benoît Picard

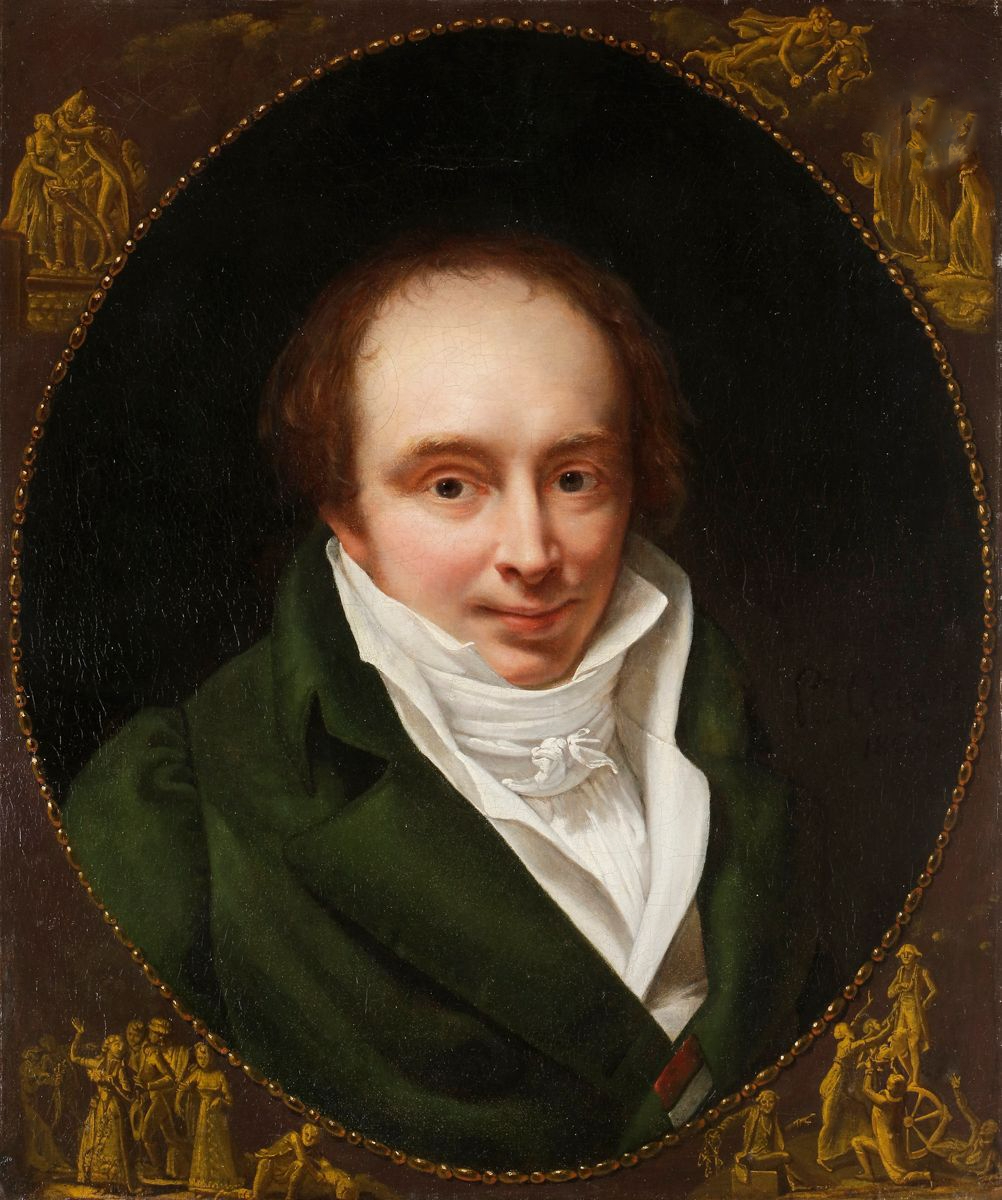
Pauline Auzou – Porträt von Louis-Benoît Picard, 1806

Louis-Benoît Picard (* 19. Juli 1769 in Paris, Frankreich; † 31. Dezember 1828 ebenda) war ein französischer Dramatiker.
Picard dichtete schon mit 20 Jahren für die Bühne, machte sich aber erst 1797 durch das Lustspiel Médiocre et rampant (von Friedrich Schiller bearbeitet unter dem Titel Der Parasit) einen Namen. Er trat selbst als Schauspieler auf und wurde 1801 Direktor des Théâtre Louvois. 1807 entsagte er der Bühne, wurde Mitglied der Académie française und Direktor der kaiserlichen Akademie der Musik (Pariser Oper), übernahm 1816 das Théâtre de l’Odéon, legte aber 1821 die Direktion nieder.
Er schrieb Charakterkomödien wie Médiocre et rampant, L’entrée dans le monde und Duhautcours sowie Sittenkomödien, die eine praktische Moral enthalten. Zu ihnen gehören La petite ville, Monsieur Musard, Les Marionnettes und Les deux Philiberts. Schillers Neffe als Onkel ist eine Übersetzung des Lustspiels Encore des Ménechmes. Das Théâtre de P. (1812, 6 Bde.; 1821, 8 Bde.; neue Ausgabe von Fournier, 1879) enthält nur die Stücke, die der Autor selbst des Druckes für würdig hielt. Außerdem schrieb er eine Reihe Romane.

## Werke
- Les Visitandines. 1792.
- Médiocre et rampant. 1797.
- Le Collatéral. 1799.
- Les Provinciaux à Paris. 1801.
- Le Contrat d’union. 1801.
- La Petite Ville. 1801.